# Deformidad de Madelung
La deformidad de Madelung (DM) es una anomalía de la muñeca, predominantemente bilateral, caracterizada por un acortamiento y arqueamiento de radio y cúbito, lo que conlleva una dislocación dorsal del cúbito distal y una movilidad limitada de muñeca y codo.La prevalencia exacta es desconocida. La Deformidad de Madelung es clínicamente reconocible entre el periodo intermedio y final de la infancia, y el principio de la adolescencia (entre los 8 y los 12 años), como un signo unilateral o bilateral.
La deformidad es consecuencia de un crecimiento desorganizado de la epífisis radial, lo que conlleva un arqueamiento del radio, una fusión prematura de la epífisis y un retraso en el desarrollo de la parte cubital y palmar de la epífisis radial distal. Estas alteraciones causan una inclinación palmar y cubital de la superficie articular radial distal, una traslación palmar de la mano y de la muñeca, una dislocación dorsal del cúbito y huesos carpiales en forma de cuña.
Las displasias óseas o las anomalías congénitas que cursan con estatura baja abarcan una extensa gama de síndromes y enfermedades. Muchas se pueden detectar a partir de los hallazgos radiográficos. Con el fenotipo de la discondrosteosis de Léri-Weill consistente en deformidad de Madelung de ambas muñecas y baja estatura de origen mesomélico.
Las causas displásicas incluyen el síndrome de exostosis múltiple o el síndrome uña-rótula. La DM bilateral es el principal signo clínico de la discondrosteosis de Léri-Weill y un signo ocasional del síndrome de Turner. La deformidad puede ocurrir aislada o formar parte de otros síndromes genéticos como la discondrosteosis-nefropatía y la braquidactilia tipo C. También se han descrito causas ambientales (trauma e infección). El diagnóstico se sospecha en base al examen clínico y se confirma mediante radiografía del antebrazo y de la muñeca.

## Vínculos con otras patologías
Las últimas investigaciones sobre está enfermedad, indican la asociación de la misma con otras enfermedades calificadas como raras, derivadas de trastornos o mutaciones genéticas, en concreto se han encontrado asociaciones con el síndrome de Turner, displasia mesomélica de Langer y, con muy alta probabilidad, con mutaciones del gen SHOX causantes de la talla baja idiopática. 
En todos los casos de observación de la deformación de Madelung es altamente recomendable consultar con endocrino y en su caso con genetistas para la detección de mutuaciones puntuales en la secuencia codificante del gen SHOX.